# Wohnviertel der Amerikanischen Streitkräfte in Bremerhaven

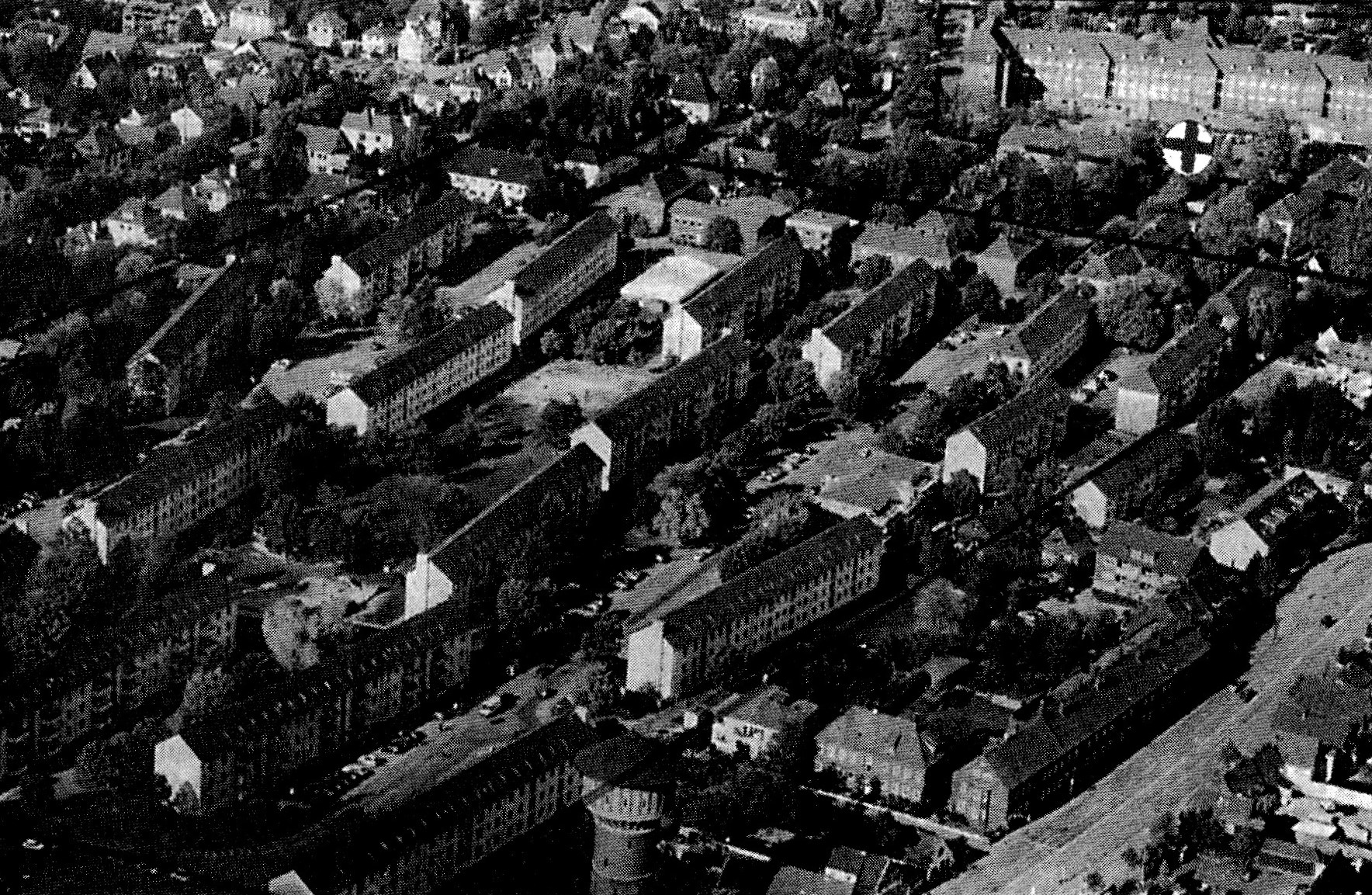
Wohnblocks für US-amerikanische Soldatenfamilien im Großen Blink (1954)

Die Wohnviertel der Amerikanischen Streitkräfte in Bremerhaven wurden nach dem Zweiten Weltkrieg in den 1950er Jahren in verschiedenen Stadtteilen der norddeutschen Hafenstadt errichtet und dienten der Unterbringung von US-amerikanischen Soldatenfamilien. Die Anzahl der in Bremerhaven während des Kalten Krieges und später stationierten Soldaten der United States Army (U.S. Army) hing immer mit der politischen Bedrohungslage zusammen. Regulär waren es 4.000, in Krisenzeiten 5.000 bis 6.000 Mann. 1994 verließ die US-Armee nach 48 Jahren Bremerhaven.

## Hintergrund

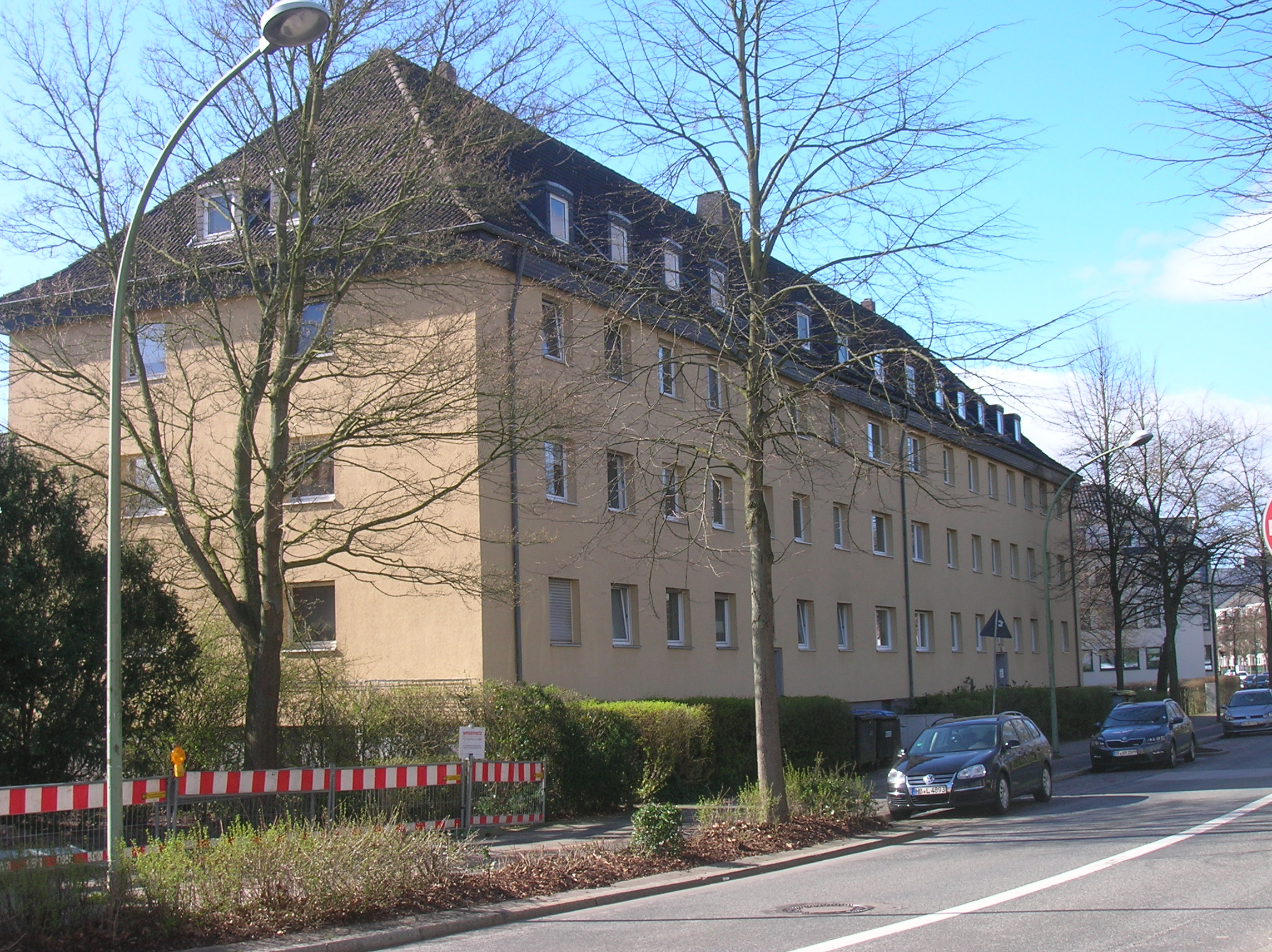
Bis auf die Farbe authentischer Wohnblock in Geestemünde (2019)

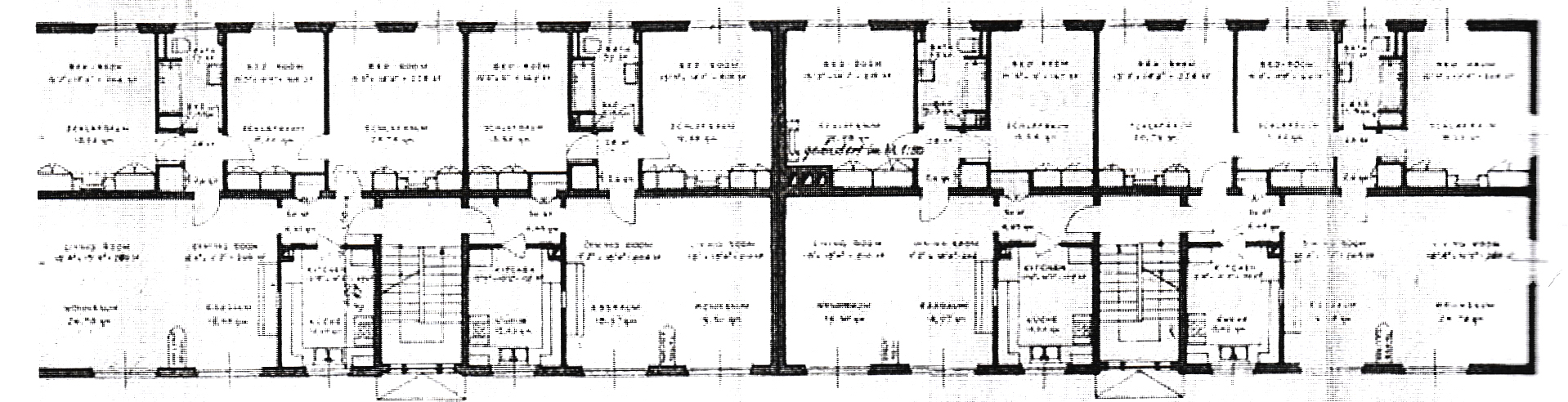
Grundriss von zweimal zwei Wohnungen eines Stockwerks

Gegen Ende des Zweiten Weltkriegs besetzte die 51st (Highland) Division der British Army am 7. Mai 1945, einen Tag vor der bedingungslosen Kapitulation der deutschen Wehrmacht, die Stadt Wesermünde, zu der seit 1939 auch Bremerhaven gehörte. Am 12. Mai zelebrierte sie am Leher Tor die Siegesparade. Das Gleiche tat die U.S. Army am selben Ort acht Tage später, am 20. Mai 1945. Zugleich übernahm sie von den Briten die Hoheit über die Stadt. Am 12. Juni 1945 wurde das Überseehafengebiet in Bremerhaven wieder für den Schiffsverkehr geöffnet und diente fortan als Nachschubhafen („Port of Embarkation“) für die US-Besatzungstruppen in Deutschland.
Ein Truppentransportschiff der U.S. Army brachte am 28. April 1946 die ersten rund 380 Familienangehörigen von US-Soldaten nach Bremerhaven, von wo aus sie größtenteils sowie per Zug an verschiedene Bestimmungsorte in der Amerikanischen Besatzungszone im Südosten Deutschlands und nach Groß-Berlin weitertransportiert wurden. Im Dezember 1949 lebten bereits rund 17.600 Familien mit insgesamt rund 38.600 Angehörigen von US-Soldaten in Deutschland, davon rund 37.200 in dauerhaften Quartieren, rund 2.400 in temporären Quartieren und rund 600 in Übergangsquartieren.
Durch eine Übereinkunft der britischen und US-amerikanischen Besatzungsbehörden wurden 1947 das Stadt- und Landgebiet Bremens sowie der Stadtkreis Wesermünde, einschließlich Bremerhaven, zu „einem als Land zu bezeichnenden Verwaltungsgebiet“ erklärt. Zudem wurde im selben Jahr Wesermünde in Bremerhaven umbenannt.
In den 1950er Jahren entstanden in Bremerhaven drei große Housing Areas für die Familien der in der Hafenstadt stationierten amerikanischen Soldaten. Die Häuser in diesen „Little Americas“ waren nach einem einheitlichen Bauplan errichtet und in amerikanischem Stil geschnitten. Die Wohnungen hatten keinen Windfang, so dass man nicht einen Vorflur, sondern gleich den großen living room betrat. Charakteristisch waren Fliegengitter und das Fehlen von Gardinen. In den Holzhäusern Amerikas wegen der Brandgefahr verboten, waren Gardinen und Vorhänge auch in den deutschen Steinbauten verpönt. In den Blöcken waren je Eingang zwei Wohnungen auf einer Etage. Die Wohnungen hatten Einbauschränke. Die Einrichtung wurde jedes Mal ausgewechselt, wenn der Bewohner den Ort verließ. In Weddewarden gab es ein Möbelhaus, in dem die Möbel überholt oder erneuert wurden. Auch konnten die neuen Bewohner Möbel aussuchen. Amerikanische Lebensmittel mussten in der Commissary am Leher Tor gekauft werden. Von Bremerhaven Hauptbahnhof fuhren Schulbusse in NATO-oliv durch die gesamte Stadt, besonders nach Lehe und Weddewarden.

### Geestemünde
Die erste Anlage mit 6 Gebäuden und 84 Wohnungen entstand 1952 zwischen Friedrich-Ebert-Straße, Nürnberger Straße und Dürerstraße. Zuvor war das unbebaute Gelände für Kleingärten genutzt worden.

### Blink

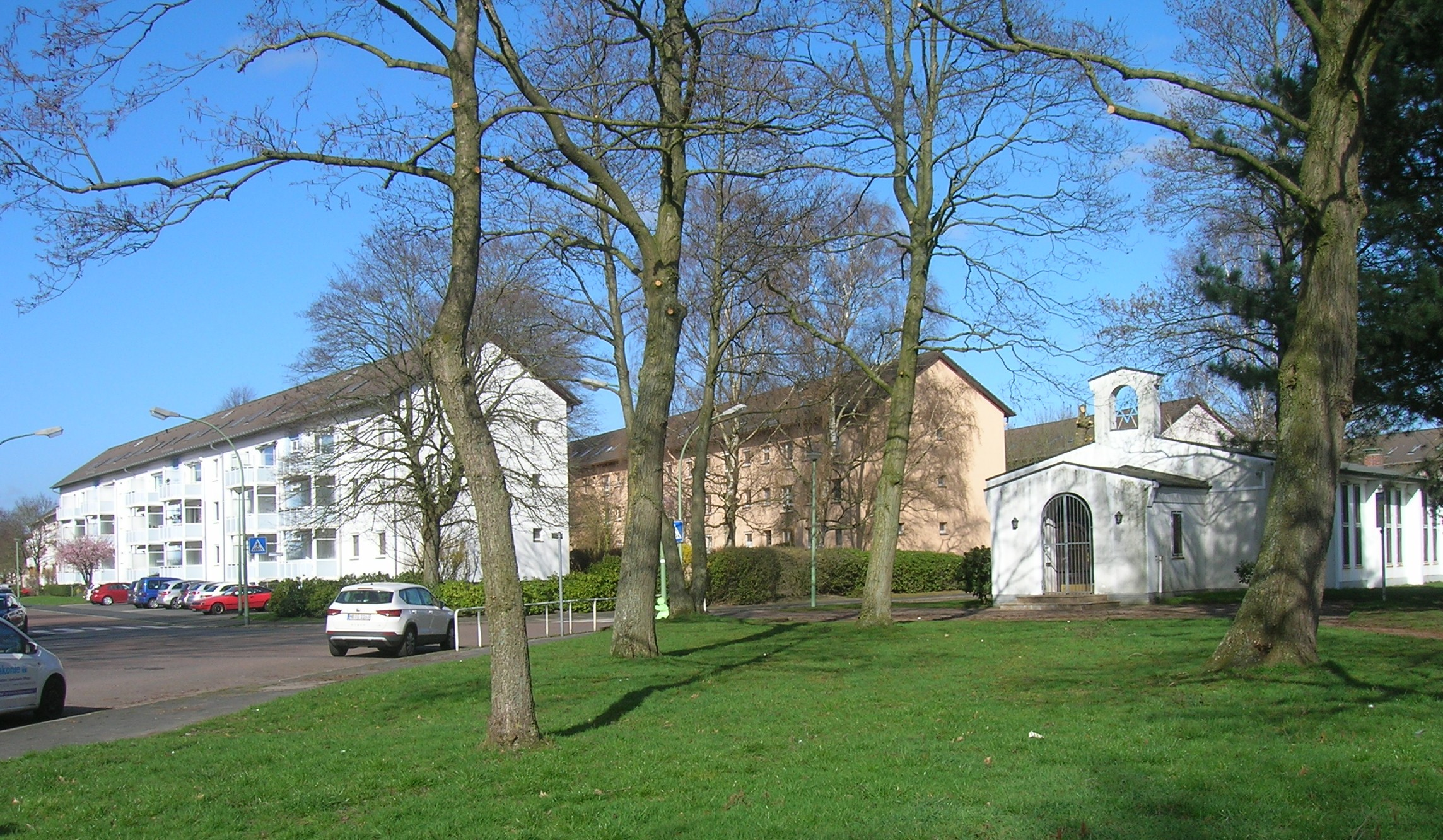
Ehemalige Wohnblocks für US-amerikanische Soldaten im Blink (2019)

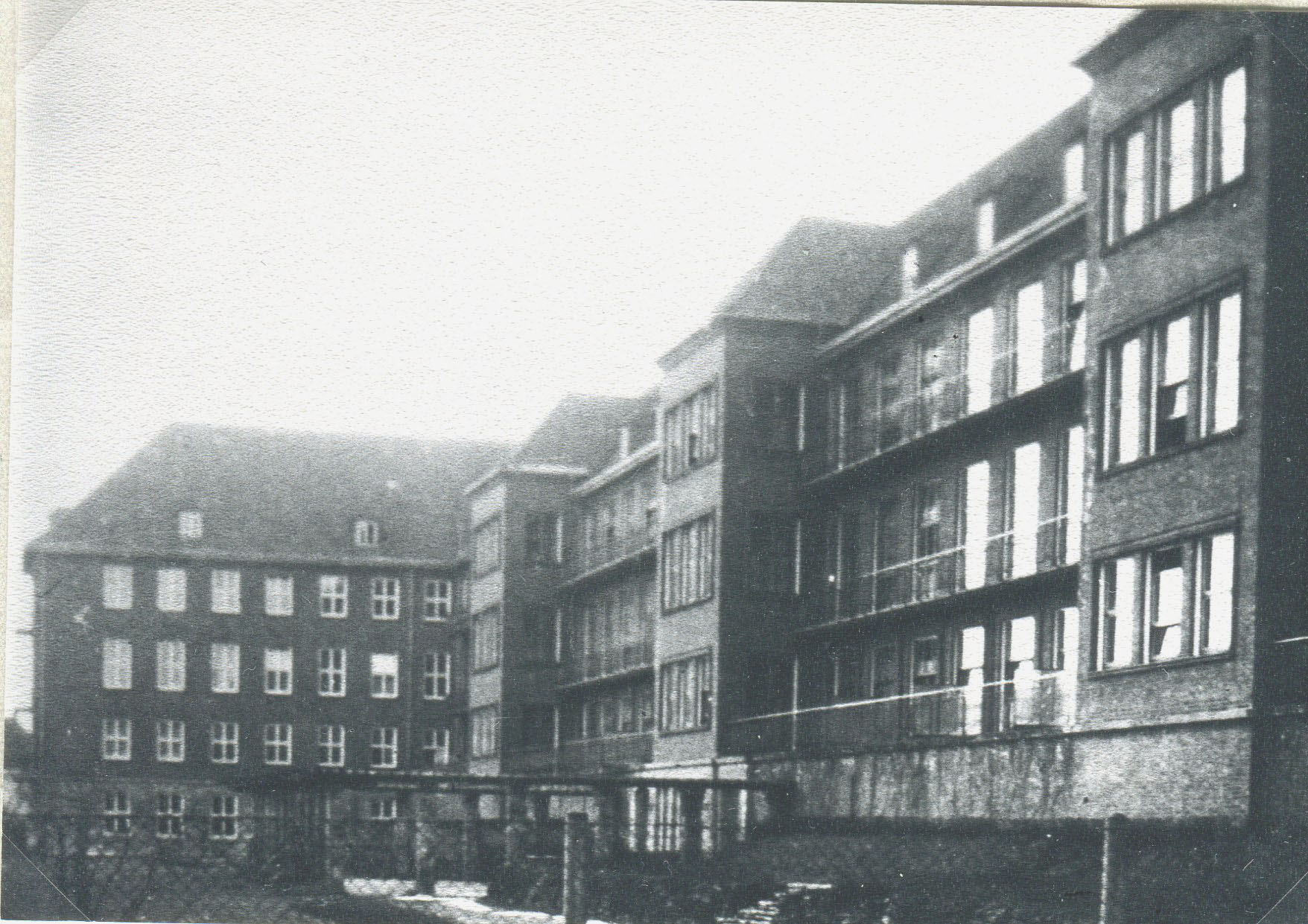
US-Hospital, früher Marinelazarett (1937)

Der Blink zwischen Wurster Straße und Langener Landstraße war das größte und geschichtsträchtigste Wohngebiet in Bremerhaven. Der Kleine Blink durchläuft die östliche Bebauung parallel zur Langener Landstraße. Der Große Blink geht weiter nördlich von der Wurster Straße ab und verläuft im rechten Winkel auf Twischlehe zu.
1954 wurden hier 68 Gebäude mit 509 Wohnungen angelegt. Vor dem Krieg hatte die Wehrmacht mit einem Lazarett und Offizierswohnungen einen Grundstock gelegt. Als dort in der Nachkriegszeit in Deutschland Wohnungen für die US-Streitkräfte gebaut und die dortigen Gärten geräumt werden sollten, gab es erhebliche Spannungen, denn in Gartenlauben lebten ausgebombte Bremerhavener und Flüchtlinge aus den Ostgebieten des Deutschen Reiches. Die Wohnungsnot in der zerbombten Stadt war noch nicht beseitigt. Es kam zu gewalttätigen Auseinandersetzungen zwischen Polizei und Anwohnern, die auch von Werftarbeitern unterstützt wurden. Nachdem das Kabinett Adenauer II und die amerikanische Bundesregierung unter Dwight D. Eisenhower sich des Problems angenommen hatten, kam es in der „Blink-Affäre“ zu einer gütlichen Einigung. Vielleicht war das den vereinzelt auftauchenden roten Fahnen (ohne Runezeichen) geschuldet; denn die Proteste wurden sogar im Neuen Deutschland thematisiert. Am Eingang zum kleinen Blink lag die kleine Kirche. Heute ist sie die Synagoge Bremerhaven. An den Komplex angeschlossen war ein Zweig der High School, die im Zuge des Neubauprogramms vom Department of Defense Dependents Schools errichtet wurde. Die eigentliche High School war im Stadthaus 4 (heute Sozialamt) untergebracht. Ebenfalls in unmittelbarer Nähe, an der Dr.-Franz-Mertens-Straße,  befand sich das US Hospital, das frühere Marinelazarett der Kriegsmarine.

### Engenmoor

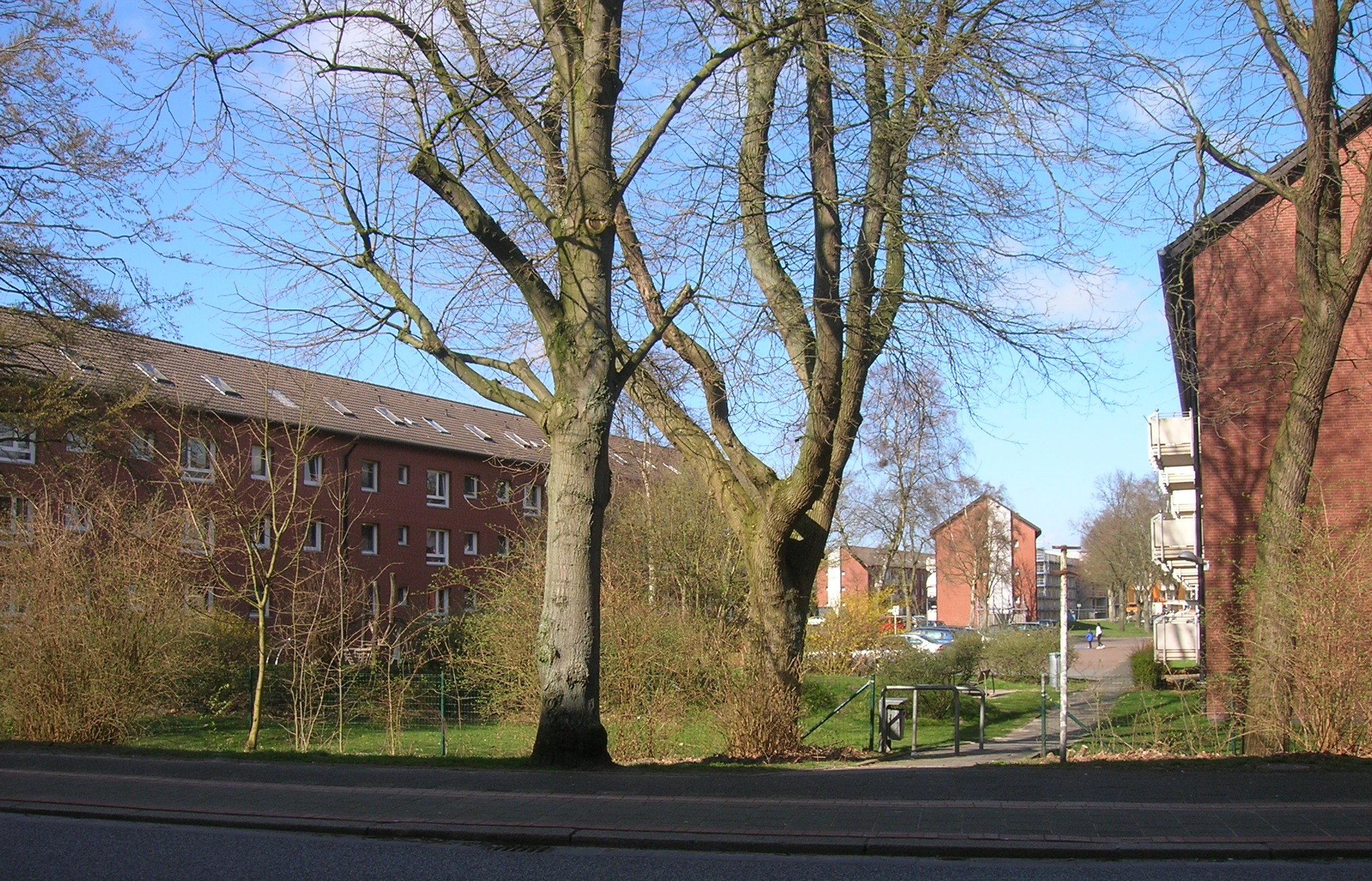
Engenmoor (2019)

Relativ spät, 1956/57, entstand das Wohngebiet Im Engenmoor. Die 14 Blöcke mit 198 Wohnungen lagen zwischen der Bahn zum Bahnhof Bremerhaven-Lehe und der nachmaligen Stresemannstraße. Die Grundstücke gehörten der Reformierten Kirche. Hier räumten die Kleingärtner das Gelände ohne großen Widerstand. Die Gebäude erhielten später Klinker und (südseitige) Balkone.

## Offizierswohnungen
Wie vorher schon die Briten hatten die Amerikaner für Offiziersfamilien ganze Straßenzüge reklamiert. Sie lagen in Gegenden mit gehobener, von den Luftangriffen auf Wesermünde möglichst verschonter Bausubstanz, beispielsweise im Bereich Friesenstraße/Pestalozzi-Straße. Zu diesen Off limits areas hatten Deutsche grundsätzlich keinen Zutritt. Neu erbaute Doppel- oder Einzelhäuser befanden sich am Rand des Speckenbütteler Parks. In Geestemünde wurden private Villen beschlagnahmt, so in der heutigen Walter-Delius-Straße und auf der Ostseite der Frühlingstraße, wo ein Offiziersclub eingerichtet wurde. Weitere Wohngebiete waren über die ganze Stadt verteilt, so auch in der Wurster Straße (auch dort waren Häuser beschlagnahmt worden), die die Staging Area in Weddewarden mit den Wohngebieten in Lehe-Nord verband.

## Hotel
In mehreren Bauabschnitten wurden ab 1926 auf der Ostseite der Kaiserstraße (bis 1945) große Wohnblöcke gebaut. Das spätere Hotelgebäude vor der Kaserne Roter Sand wurde durch die Weltwirtschaftskrise nicht vollendet. Geplant war eigentlich ein Karree; fertiggestellt wurden aber nur der Flügel in der Steinstraße/„Bürger“ und ein halber Flügel in der Kantstraße. Die Amerikaner beschlagnahmten den Block zwischen Kant- und Steinstraße und den halben Block zwischen Stein- und Hardenbergstraße. Zunächst waren dort weibliche US-Soldaten untergebracht. 1946 wurde das Gebäude zum Hotel, in dem aus den Vereinigten Staaten kommende oder von Europa heimkehrende US-Soldaten mit ihren Familien untergebracht wurden. Die deutschen Bewohner mussten ausziehen und sich eine andere Bleibe suchen. Die Steinstraße war mit einem Maschendrahtzaun abgesperrt, das Tor von zwei Soldaten bewacht. An der Ecke hielt der Army-Bus. Am Giebel des nördlichen Blocks stand DEPENDENTS HOTEL. In der Mitte des Blocks zwischen Stein- und Hardenbergstraße führt ein Tor zum Hof, der damals in der Mitte durch einen Zaun abgetrennt war. Dieser Block wurde um 1955 den früheren Bewohnern zurückgegeben.

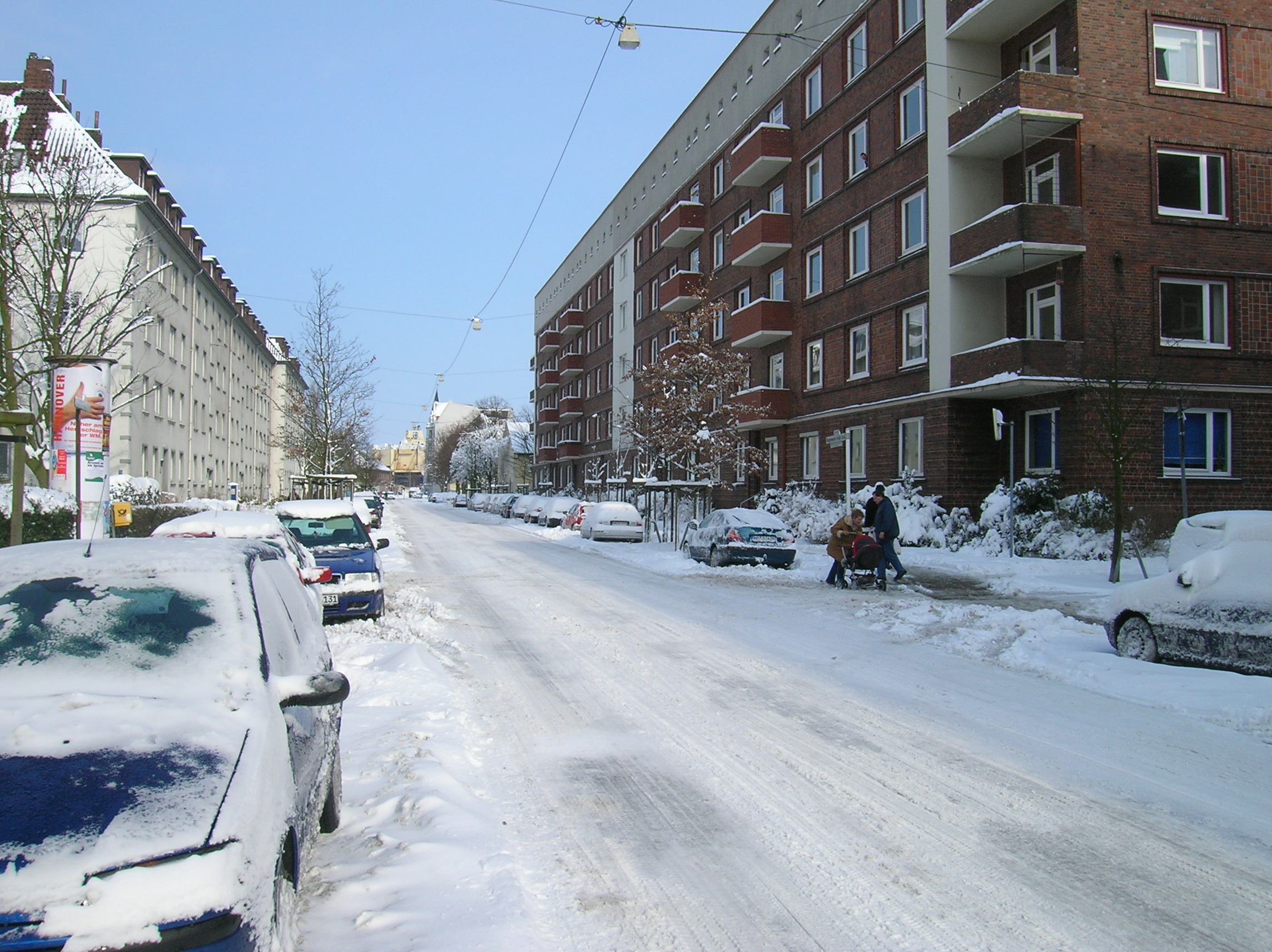
Dependents Hotel
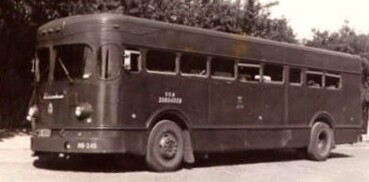
Army-Bus

## Gottesdienste

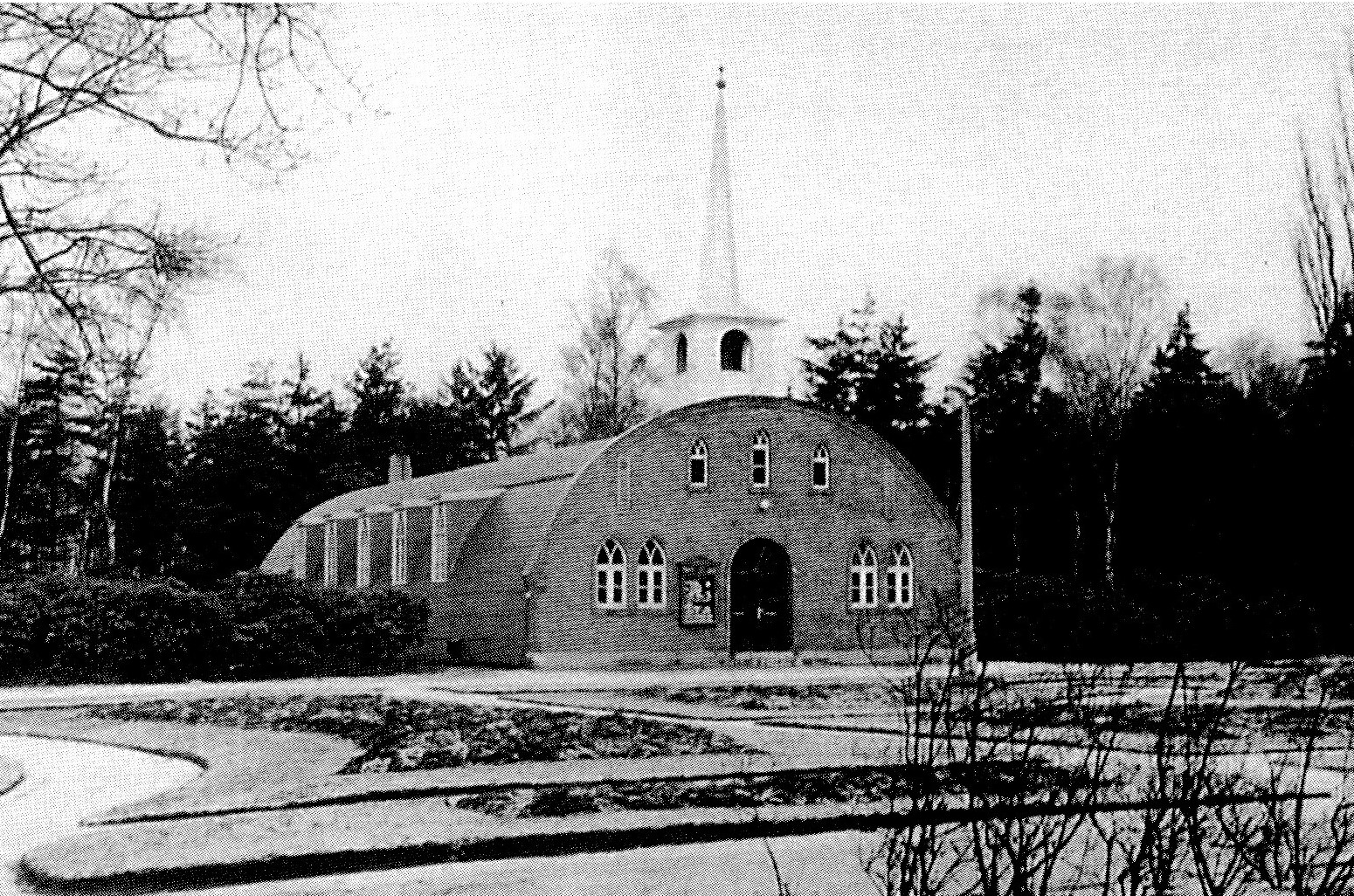
US-Kirche im Bürgerpark (1949–1957)

Gottesdienste für Juden, Katholiken und Protestanten – in dieser Reihenfolge – wurden in den Kirchen im Bürgerpark und am Kleinen Blink sowie in Kapellen der Marine-Kaserne, der Staging Area auf dem Flugplatz Weddewarden und im Leher Hospital gehalten. Die Christian Science kam in der Theodor-Storm-Schule in Lehe zusammen. Auch hinter dem Marine-Lazarett befindet sich eine kleine Kirche.

## Schule

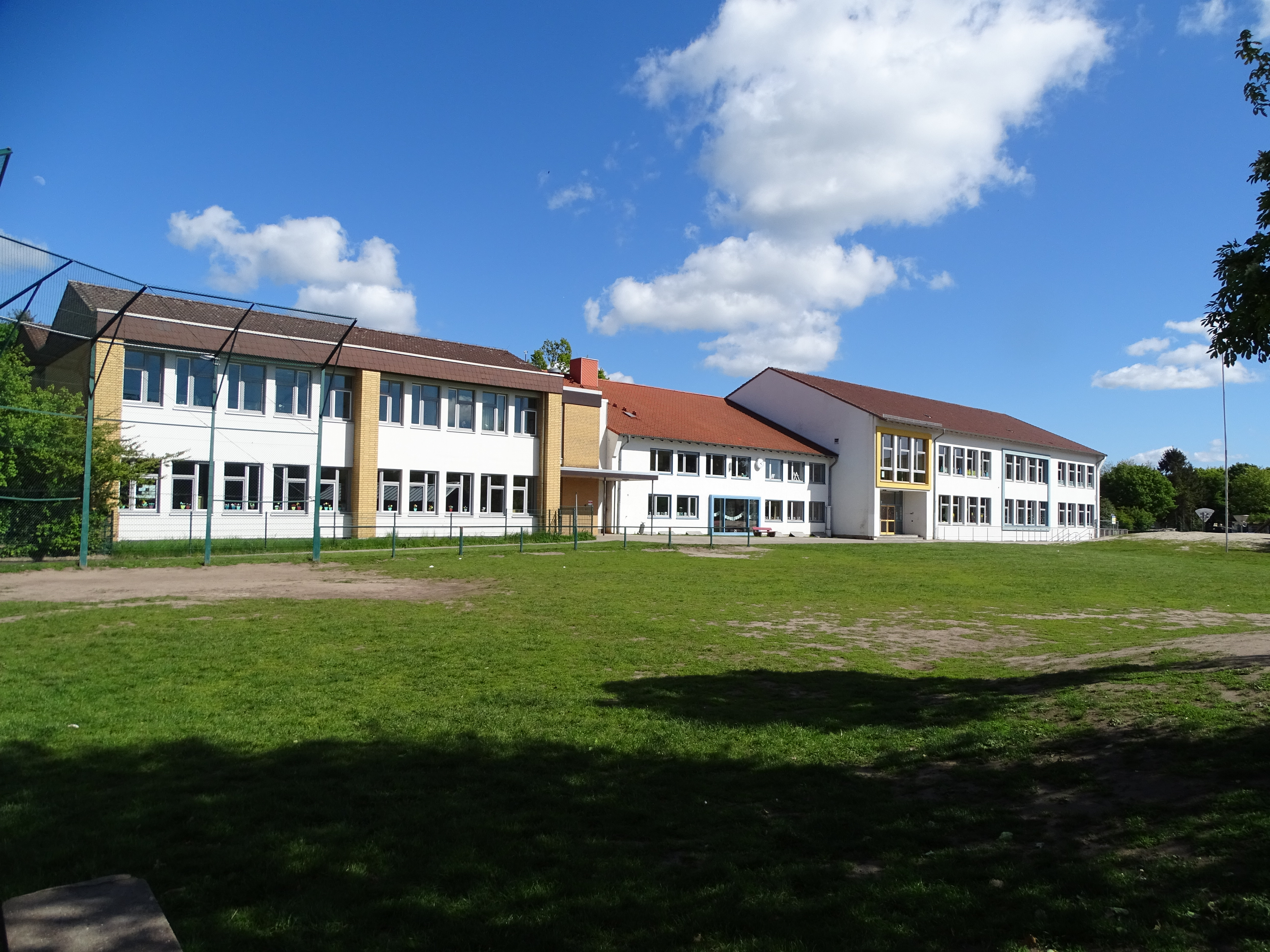
Amerikanische Schule

Neben der Kirche am Kleinen Blink liegt die 1958 gebaute amerikanische Grundschule. Nach dem Abzug der Amerikaner eine Zeitlang ungenutzt, wurde die Amerikanische Schule am 11. April 1994 als deutsche Grundschule mit 30 Kindern eröffnet. Beinahe wäre sie nach Rita Hayworth benannt worden. Nach 25 Jahren lernen heute an der Gebundenen Ganztagsschule 230 Schüler in zehn Klassenfamilien.